# Lilla Spiktjärnen
Lilla Spiktjärnen är en sjö i Bodens kommun i Norrbotten och ingår i Luleälvens huvudavrinningsområde.